# 379732 Oklay
379732 Oklay è un asteroide della fascia principale. Scoperto nel 2002, presenta un'orbita caratterizzata da un semiasse maggiore pari a 2,539178 UA e da un'eccentricità di 0,093212, inclinata di 14,173994° rispetto all'eclittica.